# Abargi
Abargi, o anche A-bar-gi, (in sumero 𒀀𒁇𒄀, A.BAR.GI; Ur, ... – III millennio a.C.) è stato un re di Ur.

## Tomba
La sua tomba venne trovata sottoterra davanti a scheletri di uomini prostati davanti a lui; il suo nome, A-bar-gi, si conosce grazie al sigillo riportato davanti alla bara di legno in cui era sepolto.